# Hostów
Hostów (ukr. Гостів) – wieś na Ukrainie w rejonie tłumackim obwodu iwanofrankiwskiego.

## Historia
Wieś uznana za jedną z najstarszych w powiecie tłumackim. Niegdyś należąca do książąt Kalinowskich.
W XIX wieku powstały dwa nowe przysiółki zasiedlone niemieckimi protestanckimi kolonistami, którzy przynależeli do parafii Kołomyja-Baginsberg w senioracie helweckim.
W II Rzeczypospolitej wieś w powiecie tłumackim województwa stanisławowskiego. W tym okresie do rozwoju wsi przyczynił się pracą społeczną sędzia Mieczysław Weiss, m.in. założyciel ochotniczej straży pożarnej w 1922. Przed 1939 zostały założone w Hostowie: straż pożarna, czytelnia TSL, Związek Strzelecki, Koło Gospodyń Wiejskich, Spółdzielnia Związku Strzeleckiego. Do 1938 wybudowano remizę strażacką i Dom Ludowy TSL. W 1938 wieś liczyła 2100 mieszkańców.
W latach 1944–1945 nacjonaliści ukraińscy z OUN-UPA zamordowali tutaj 56 Polaków. We wrześniu 1944 został przez nich powieszony ksiądz greckokatolicki o nazwisku Wołoszczuk, za to, że wziął udział w pogrzebie pomordowanych kilka dni wcześniej dziesięciu Polaków. 